# Nicola Minali
Nicola Minali est un coureur cycliste italien, né le 10 novembre 1969 à Isola della Scala dans la province de Vérone.

## Biographie
Nicola Minali devient professionnel en 1993 et le reste jusqu'en 2002. Il y remporte 50 victoires. 
Excellent sprinter, il a été vainqueur de trois étapes du Tour de France, dont la prestigieuse étape des Champs-Élysées en 1997, de deux étapes du Tour d'Italie et de sept étapes du Tour d'Espagne. Il s'est également imposé deux fois consécutivement sur Paris-Tours.
Son fils Riccardo est passé professionnel en 2017 sous les couleurs d'Astana.

## Palmarès

### Palmarès amateur
- 1991
  - Giro del Medio Po
  - 2e de Vicence-Bionde
- 1992
  - Giro delle Tre Provincie
  - La Popolarissima
  - Circuito del Porto

### Palmarès professionnel
- 1993
  - 2e étape des Trois Jours de La Panne
  - 5e étape de la Semaine bergamasque
- 1994
  - 2e étape de la Semaine catalane
  - 2e et 5e étapes du Tour de Romandie
  - 5e étape du Tour de France
- 1995
  - 3e étape du Tour de la Communauté valencienne
  - 3e et 6e étapes de Tirreno-Adriatico
  - 2e, 4e et 5ea étapes de la Semaine catalane
  - 1re étape du Tour d'Aragon
  - 6e étape du Tour d'Italie
  - 1re, 4e et 6e étapes du Tour du Danemark
  - 1re, 6e et 11e étapes du Tour d'Espagne
  - Paris-Tours
- 1996
  - 5e étape du Tour du Danemark
  - 1re et 5e étapes du Tour de Burgos
  - 2e, 8e, 9e et 16e étapes du Tour d'Espagne
  - Prix de Misano-Adriatico
  - Paris-Tours
  - 1re étape du Boland Bank Tour
- 1997
  - 1re étape du Tour de Sardaigne
  - 1re et 4e étapes du Tour de l'Alentejo
  - 1re et 2e étapes du Grand Prix Jornal de Noticias
  - 4e et 21e étapes du Tour de France
  - 1re étape du Tour du Danemark
  - 3e étape du Tour des Pouilles
  - 3e du Tour du lac Majeur
- 1998
  - 5e étape du Tour méditerranéen
  - Tour de la province de Syracuse
  - 5ea étape de la Semaine catalane
  - 3e étape du Tour d'Italie
  - 3ea étape du Tour de Rhénanie-Palatinat
  - 5e de Paris-Tours
- 1999
  - 5e étape de la Semaine cycliste lombarde
  - 1re étape des Quatre Jours de Dunkerque
  - 2e de la Clásica de Almería
- 2001
  - 5e étape du Tour de Suède
- 2002
  - 1re et 2e étapes du Tour de Rhodes

## Résultats sur les grands tours

### Tour de France
5 participations
- 1994 : abandon (12e étape), vainqueur de la 5e étape
- 1996 : abandon (11e étape)
- 1997 : 122e, vainqueur des 4e et 21e étapes
- 1998 : abandon (17e étape)
- 1999 : non-partant (9e étape)

### Tour d'Italie
4 participations
- 1995 : abandon (15e étape), vainqueur de la 6e étape
- 1997 : non-partant (5e étape)
- 1998 : abandon (7e étape), vainqueur de la 3e étape
- 1999 : 113e

### Tour d'Espagne
2 participations
- 1995 : abandon (15e étape), vainqueur des 1re, 6e et 11e étapes
- 1996 : 96e, vainqueur des 2e, 8e, 9e et 16e étapes